# Station Grigny-Centre
Station Grigny-Centre is een spoorwegstation aan de spoorlijn Grigny - Corbeil-Essonnes. Het ligt in de Franse gemeente Grigny in het departement Essonne (Île-de-France).

## Geschiedenis
Het station is op 6 december 1975 geopend bij de opening van de spoorlijn Grigny - Corbeil-Essonnes.

## Ligging
Het station ligt op kilometerpunt 2,249 van de spoorlijn Grigny - Corbeil-Essonnes.

## Diensten
Het station wordt aangedaan door verschillende treinen van de RER D:
- tussen Châtelet - Les Halles en Malesherbes;
- tussen Villiers-le-Bel - Gonesse/Juvisy en Melun. Tijdens deze spits rijden de treinen niet verder van Juvisy, in de daluren rijden de treinen verder naar Villiers-le-Bel - Gonesse.

## Vorige en volgende stations
| Richting                 | Vorig station  | Lijn  | Volgend station           | Richting       |
| ------------------------ | -------------- | ----- | ------------------------- | -------------- |
| Châtelet - Les Halles D8 | Juvisy         | RER D | Orangis - Bois de l'Épine | Malesherbes D4 |
| Juvisy                   | Viry-Châtillon | RER D | Orangis - Bois de l'Épine | Melun D2       |